# Frédéric Granier
Pour les articles homonymes, voir Granier.
Régis Frédéric Granier, né à Lapalud le 27 avril 1806 et mort à Sorgues le 24 novembre 1894, est un homme politique français.

## Biographie
Juge du Tribunal de Commerce d'Avignon, qu'il préside, important commerçant de soierie dans la même ville, il y fonde également une société de secours mutuels. Il est décoré de la Légion d'honneur en 1851. À partir de 1882, il se retire à Sorgues, ou il décède en 1894.

## Mandats

### Mandat de Maire d'Avignon
Conseiller général de Vaucluse pendant plusieurs années, il est nommé maire d'Avignon en 1848.

### Député à l'Assemblée Législative
Il est élu député de Vaucluse, le 13 mai 1849, avec 32 % des voix, il siège avec la majorité de droite. Il est alors chargé par le gouvernement en place, d'une mission en Italie et dans les provinces rhénanes, pour y étudier la garance et la soie. Après le Coup d'État du 2 décembre 1851, et un bref passage à la Commission Consultative, il retrouve ses affaires privées.

### Mandat de Sénateur de Vaucluse
Il revient à la vie publique le 30 janvier 1876, où il est élu sénateur avec 109 voix sur 209. Il vote « pour » la dissolussion de la chambre des députés (juin 1877), ainsi que « pour » le gouvernement lors des évènements de la Crise du 16 mai 1877. Ensuite, il vote « Contre » les lois sur l'enseignement présentées par Jules Ferry, et les lois nouvelles sur la presse et le droit de réunion.

## Sources
- « Frédéric Granier », dans Adolphe Robert et Gaston Cougny, Dictionnaire des parlementaires français, Edgar Bourloton, 1889-1891 [détail de l’édition]

### Articles Connexes
- Liste des sénateurs de Vaucluse
- Avignon